# Paraleptamphopus
Paraleptamphopus är ett släkte av kräftdjur. Paraleptamphopus ingår i familjen Paraleptamphopiidae.
Paraleptamphopus är enda släktet i familjen Paraleptamphopiidae.
Kladogram enligt Catalogue of Life:
| Paraleptamphopus | \| \| Paraleptamphopus caeruleus \| \| \| \| \| \| Paraleptamphopus subterraneus \| \| \| \| |
|                  | \| \| Paraleptamphopus caeruleus \| \| \| \| \| \| Paraleptamphopus subterraneus \| \| \| \| |
|                  | Paraleptamphopus caeruleus                                                                   |
|                  |                                                                                              |
|                  | Paraleptamphopus subterraneus                                                                |
|                  |                                                                                              |